# Nabis inscriptus
Nabis inscriptus är en insektsart som först beskrevs av Kirby 1837.  Nabis inscriptus ingår i släktet Nabis och familjen fältrovskinnbaggar. Arten är reproducerande i Sverige. Inga underarter finns listade i Catalogue of Life.